# Extraliga (Slowakei, Schach) 2013/14
Die Extraliga 2013/14 war die 22. Spielzeit der slowakischen Extraliga im Schach.

## Teilnehmende Mannschaften und Modus
Am Start waren mit ŠK Slovan Bratislava, ŠK Dunajská Streda, TJ INBEST Dunajov, ŠK Doprastav Bratislava, TJ Slávia CAISSA Čadca, ŠKŠ Dubnica, ŠO TJ Slávia UPJŠ Košice, ŠK Liptov Liptovský Mikuláš, ŠK PK Trenčín und ŠO TJ Slávia Košice die ersten Zehn der Extraliga 2012/13, außerdem waren ŠO ŠKM Stará Ľubovňa und die zweite Mannschaft des ŠK Slovan Bratislava aus der 1. liga aufgestiegen.
Die zwölf Mannschaften spielten ein einfaches Rundenturnier an acht Brettern, über die Platzierung entschied zunächst die Anzahl der Mannschaftspunkte (drei Punkte für einen Sieg, ein Punkt für ein Unentschieden, kein Punkt für eine Niederlage), anschließend die Anzahl der Brettpunkte (ein Punkt für eine Gewinnpartie, ein halber Punkt für eine Remispartie, kein Punkt für eine Verlustpartie). Die beiden Letzten stiegen ab und wurden durch die Sieger beider Staffeln der 1. liga ersetzt.
Zu den gemeldeten Mannschaftskadern der teilnehmenden Vereine siehe Mannschaftskader der Extraliga (Slowakei, Schach) 2013/14.

## Termine
Die Wettkämpfe fanden statt am 9. und 10. November, 7. und 8. Dezember 2013, 25. und 26. Januar sowie 8., 9., 28., 29. und 30. März 2014.

## Saisonverlauf
Der TJ INBEST Dunajov und der ŠK Dunajská Streda lieferten sich einen Zweikampf um den Titel, den Streda im direkten Vergleich in der letzten Runde für sich entschied. Der TJ Slávia TU Košice verlor alle Wettkämpfe und stand vorzeitig als Absteiger fest, die Entscheidung über den zweiten Absteiger fiel in der letzten Runde. Der ŠK PK Trenčín wurde sowohl von der zweiten Mannschaft des ŠK Slovan Bratislava als auch vom ŠKŠ Dubnica überholt und stieg damit ab. Die Entscheidung fiel denkbar knapp aus, Trenčín und Bratislavas zweite Mannschaft lagen sowohl nach Mannschafts- als auch nach Brettpunkten gleichauf, erst der direkte Vergleich entschied gegen Trenčín.

## Abschlusstabelle
| Pl. | Verein                                  | Sp | G  | U | V  | MP | Brett-P.  |
| --- | --------------------------------------- | -- | -- | - | -- | -- | --------- |
| 01. | ŠK Dunajská Streda                      | 11 | 10 | 0 | 1  | 30 | 53,0:35,0 |
| 02. | TJ INBEST Dunajov                       | 11 | 9  | 1 | 1  | 28 | 55,0:33,0 |
| 03. | ŠK Slovan Bratislava I. Mannschaft (M)  | 11 | 7  | 2 | 2  | 23 | 58,0:30,0 |
| 04. | ŠK Liptov Liptovský Mikuláš             | 11 | 7  | 2 | 2  | 23 | 56,0:32,0 |
| 05. | ŠO TJ Slávia UPJŠ Košice                | 11 | 4  | 4 | 3  | 16 | 46,0:42,0 |
| 06. | TJ Slávia CAISSA Čadca                  | 11 | 5  | 0 | 6  | 15 | 42,5:45,5 |
| 07. | ŠK Doprastav Bratislava                 | 11 | 3  | 3 | 5  | 12 | 40,0:48,0 |
| 08. | ŠO ŠKM Stará Ľubovňa (N)                | 11 | 4  | 0 | 7  | 12 | 40,0:48,0 |
| 09. | ŠKŠ Dubnica                             | 11 | 3  | 2 | 6  | 11 | 40,0:48,0 |
| 10. | ŠK Slovan Bratislava II. Mannschaft (N) | 11 | 3  | 1 | 7  | 10 | 36,5:51,5 |
| 11. | ŠK PK Trenčín                           | 11 | 3  | 1 | 7  | 10 | 36,5:51,5 |
| 12. | ŠO TJ Slávia Košice                     | 11 | 0  | 0 | 11 | 0  | 24,5:63,5 |

## Entscheidungen
|     | Slowakischer Meister: ŠK Dunajská Streda                     |
|     | Absteiger in die 1. liga: ŠK PK Trenčín, ŠO TJ Slávia Košice |
| (M) | Meister der letzten Saison                                   |
| (N) | Aufsteiger der letzten Saison                                |

## Kreuztabelle
| Ergebnisse | Ergebnisse                          | 01. | 02. | 03. | 04. | 05. | 06. | 07. | 08. | 09. | 10. | 11. | 12. |
| ---------- | ----------------------------------- | --- | --- | --- | --- | --- | --- | --- | --- | --- | --- | --- | --- |
| 01.        | ŠK Dunajská Streda                  |     | 5   | 4½  | 4½  | 3½  | 6   | 4½  | 5   | 5   | 4½  | 5   | 5½  |
| 02.        | TJ INBEST Dunajov                   | 3   |     | 4½  | 4½  | 4   | 4½  | 7   | 4½  | 5   | 5½  | 5½  | 7   |
| 03.        | ŠK Slovan Bratislava I. Mannschaft  | 3½  | 3½  |     | 4   | 5   | 6   | 5½  | 6½  | 6   | 7½  | 4   | 6½  |
| 04.        | ŠK Liptov Liptovský Mikuláš         | 3½  | 3½  | 4   |     | 6   | 6   | 4   | 4½  | 6   | 5½  | 6½  | 6½  |
| 05.        | ŠO TJ Slávia UPJŠ Košice            | 4½  | 4   | 3   | 2   |     | 6   | 4   | 3½  | 4   | 4   | 4½  | 6½  |
| 06.        | TJ Slávia CAISSA Čadca              | 2   | 3½  | 2   | 2   | 2   |     | 4½  | 3   | 7   | 5½  | 5½  | 5½  |
| 07.        | ŠK Doprastav Bratislava             | 3½  | 1   | 2½  | 4   | 4   | 3½  |     | 5½  | 4   | 4½  | 3   | 4½  |
| 08.        | ŠO ŠKM Stará Ľubovňa                | 3   | 3½  | 1½  | 3½  | 4½  | 5   | 2½  |     | 3   | 3   | 5½  | 5   |
| 09.        | ŠKŠ Dubnica                         | 3   | 3   | 2   | 2   | 4   | 1   | 4   | 5   |     | 5½  | 3½  | 7   |
| 10.        | ŠK Slovan Bratislava II. Mannschaft | 3½  | 2½  | ½   | 2½  | 4   | 2½  | 3½  | 5   | 2½  |     | 5   | 5   |
| 11.        | ŠK PK Trenčín                       | 3   | 2½  | 4   | 1½  | 3½  | 2½  | 5   | 2½  | 4½  | 3   |     | 4½  |
| 12.        | TJ Slávia TU Košice                 | 2½  | 1   | 1½  | 1½  | 1½  | 2½  | 3½  | 3   | 1   | 3   | 3½  |     |

## Die Meistermannschaft
| 1.            | ŠK Dunajská Streda |
| Schachfiguren | Támas Petényi, Albert Bokros, Attila Czebe, Zoltán Varga, Miklós Németh, Milan Ráchela, Attila István Csonka, Dominik Csiba, David Varga, László Takács. |